# 半石半永法
半石半永法（はんこくはんえいほう）とは、江戸時代に会津藩や米沢藩など東北地方の藩において行われた年貢徴収方法で、田畑の区別に関係なく半分を米、残り半分を貨幣で納めさせる方法。
この地域では米の生産量が低く石高制の貫徹が困難であったこと、また収穫した米を大都市に輸送して換金することが困難であったこと、貨幣経済がある程度進展していたことが背景があったと考えられている。更にこれらの地域では早くから専売制が導入されており、藩が漆や青苧などの専売品を農民から買い上げる際にその代金を農民に支払うよりも規定された年貢の金納額との相殺によって金銭のやりとりを省く方法を取っていたことが関係していたと考えられている。
三貨体制の確立と交通手段の整備によって米価が比較的安定し、米の生産量が高まったことなどから17世紀後半には次第に田別免制（田は米納、畑は金納）に移行する地域も登場したが、専売制との関係から米沢藩のように幕末まで継続していた地域もあった。